# Manoir de Tuomarinkylä
Le manoir de Tuomarinkylä (finnois : Tuomarinkylän kartano) est un bâtiment situé dans la section Tuomarinkartano du quartier Tuomarinkylä d'Helsinki en Finlande,. 

## Description
L'histoire du manoir débute au XVIe siècle. Les bâtiments actuels sont du XVIIIe siècle.